# Coupe Deutsch de la Meurthe

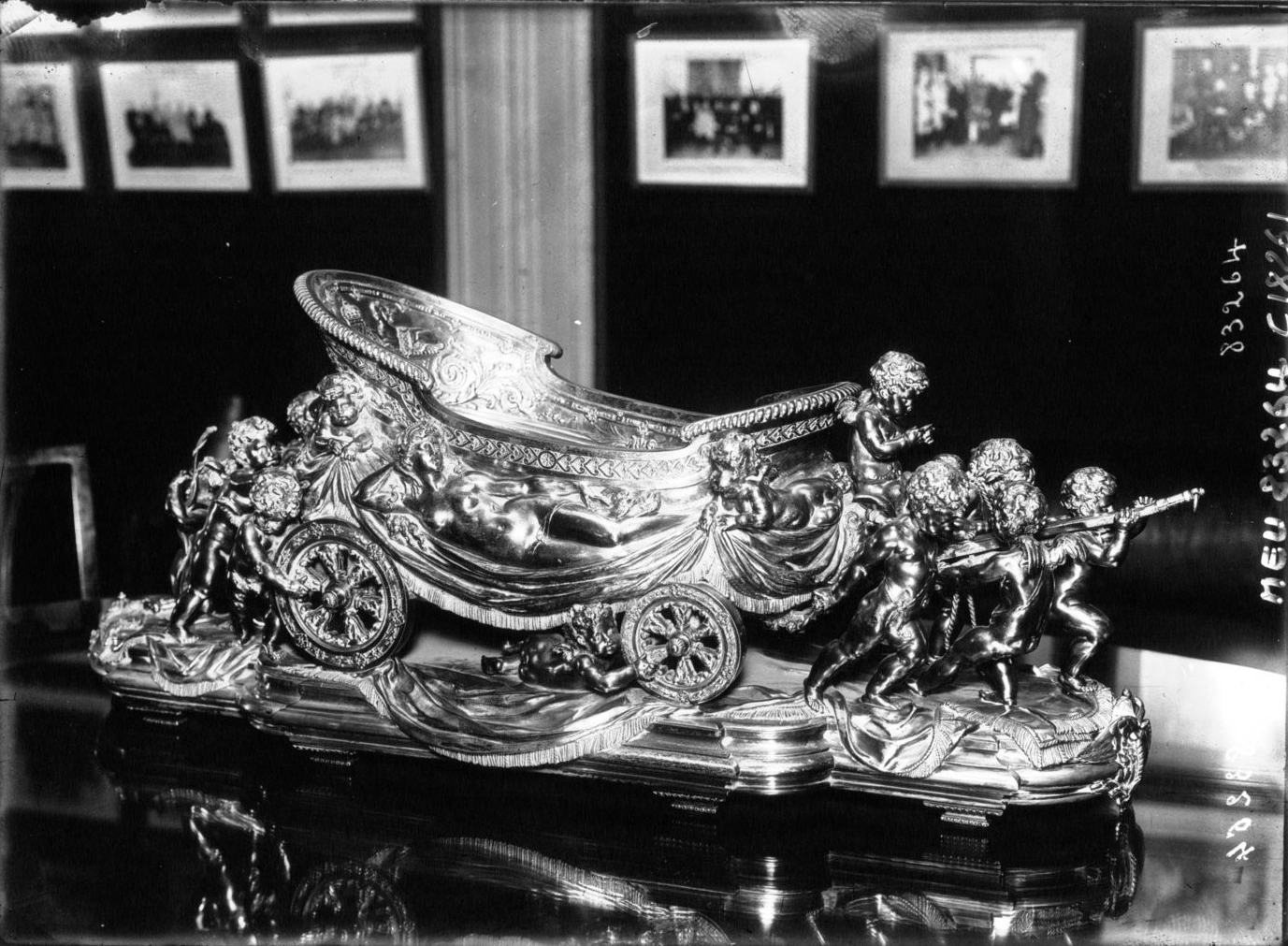
Aéro-club de France - coupe Deutsch de la Meurthe d'aviation.

La Coupe Deutsch de la Meurthe fut une compétition internationale aéronautique de vitesse pure créée le 25 août 1909 par Henry Deutsch de la Meurthe. Elle fut remise en jeu à trois reprises à l'initiative de l'Aéro-Club de France puis de Suzanne Deutsch de La Meurthe. 

## Première Coupe Deutsch de la Meurthe
Dans sa version initiale, elle s’adressait à tout engin aérien automobile capable de couvrir les 190 km d’un circuit partant de la terrasse du château de Saint-Germain-en-Laye et passant par Senlis, Meaux et Melun. Si le sens importait peu, l’épreuve devait être disputée annuellement entre le 1er mars et le 31 octobre, une performance ne pouvant être homologuée que si le record précédent était battu de 10 % au moins. Une prime de 20 000 francs était attribuée annuellement à la meilleure performance restée invaincue durant huit mois et la Coupe, un objet d’art d’une valeur de 10 000 francs, devait revenir définitivement au premier constructeur ayant remporté trois épreuves consécutives. 

### Édition 1912
Malgré l’importance de la dotation, on dut attendre six ans avant que les premiers candidats ne se manifestent. Le 27 avril 1912, Maurice Tabuteau, pilotant un monoplan Morane-Saulnier à moteur Gnome de 50 ch couvre le circuit en 1h 47 min 48 s malgré une brume tenace qui rend difficile l’orientation du pilote. Le 1er mai, le Parisien Emmanuel Hélen, sur monoplan Nieuport à moteur Gnome de 70 ch, porte le record à 119,532 km/h. Aucun autre pilote n’améliorant cette performance de plus de 10 % avant le 31 octobre 1912, Hélen devint donc le premier détenteur de la Coupe.

### Édition 1913
Le 27 octobre 1913, Eugène Gilbert se classe premier de la seconde édition, couvrant le circuit à 154,380 km/h de moyenne sur un Deperdussin Corsa à moteur Gnome de 160 ch.

### Édition 1919/1920

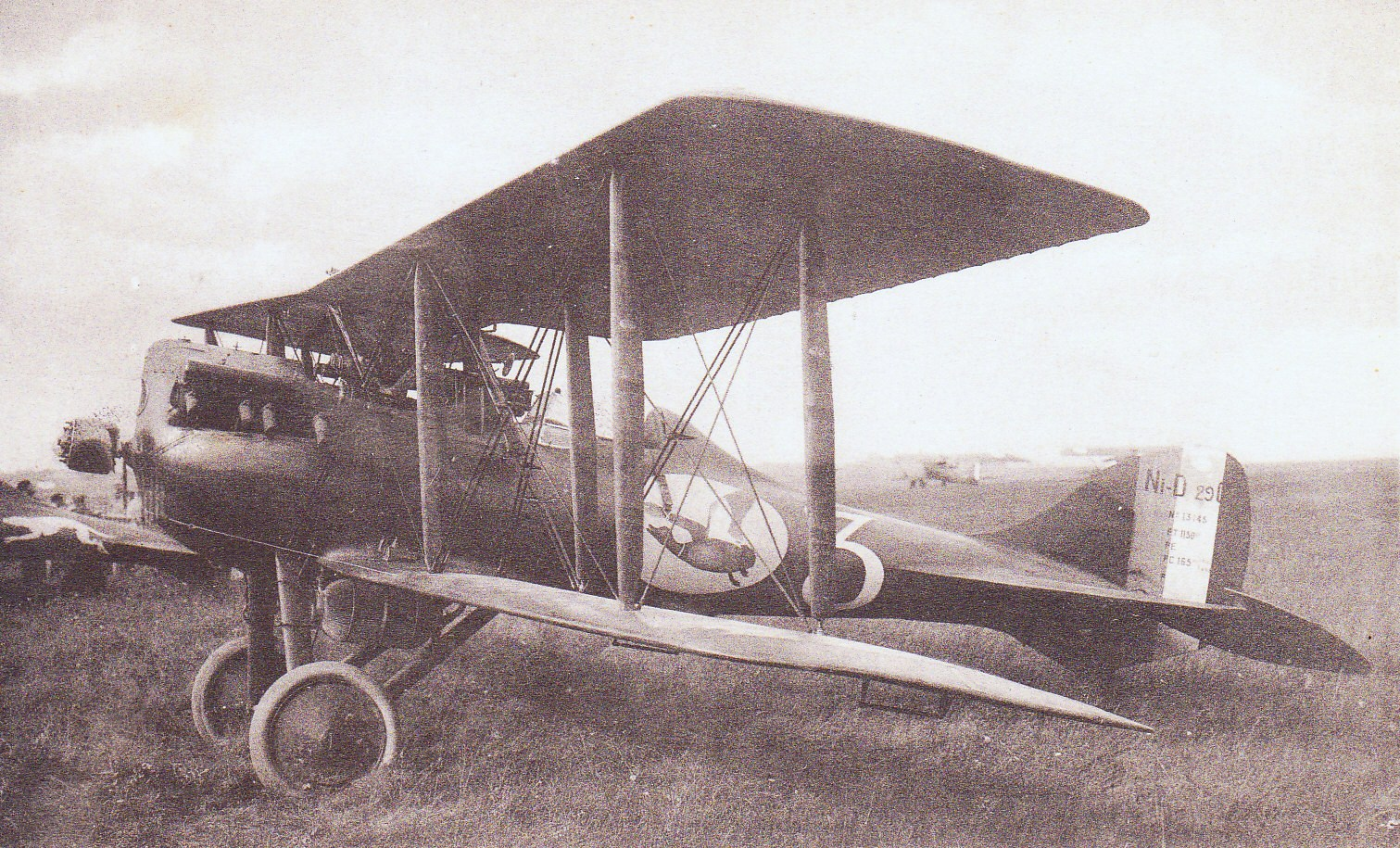
Un Nid.29.

Interrompue par la Première Guerre mondiale, la compétition reprend le 13 octobre 1919 sur un parcours inchangé mais avec un règlement légèrement modifié : la compétition est ouverte toute l’année et la Coupe sera conservée définitivement par le premier participant dont le record tiendra durant huit mois consécutifs. 
Quatre appareils sont engagés, un monoplan Gourdou-Leseurre à moteur Hispano-Suiza de 180 ch piloté par Rost, un biplan SPAD-Herbemont à moteur Hispano-Suiza de 300 ch piloté par Sadi-Lecointe, un biplan Nieuport à moteur Hispano-Suiza de 300 ch piloté par Bernard Barny de Romanet et un monoplan Nieuport à moteur Le Rhône  de 180 ch dessiné par l’ingénieur Mary, qui est confié à un pilote danois, Leth Jensen. Décollant le 13 octobre, Jensen couvre le circuit à 200,001 km/h de moyenne (57 minutes). Le lendemain Rost réalise une moyenne de 210 km/h et de Romanet tombe en panne. Le 15 octobre Sadi-Lecointe  effectue une première boucle à 223 km/h puis une seconde à 246,900 km/h, devenant le tenant du titre. Le 21 octobre de Romanet réalise une moyenne de 268,600 km/h, insuffisante pour être homologuée puisque la progression est inférieure à 10 % à la performance réalisée par Sadi-Lecointe. Le mauvais temps interrompt alors la compétition, qui ne reprit que trois mois plus tard : Le 3 janvier 1920 Sadi-Lecointe, qui avait quitté entre-temps Blériot-SPAD pour Nieuport, atteignait 266,310 km/h sur Nieuport NiD.29V. Le 3 août 1920, il devenait détenteur de la Coupe Deutsch de la Meurthe, sa performance n’ayant pas été battue.

## Seconde Coupe Deutsch de la Meurthe
1920 ayant vu l’attribution définitive de la Coupe Gordon-Bennett, l’Aéro-Club de France décida d’organiser une nouvelle compétition pour la remplacer. Elle fut cependant baptisée Coupe Deutsch de la Meurthe, tant pour honorer la mémoire de Henry Deutsch de la Meurthe, décédé le 24 novembre 1919, qu’en raison du soutien financier apporté à l’épreuve par sa famille. 
Il s’agissait à nouveau d’une épreuve de vitesse pure, mais courue à date fixe. Elle devait se disputer sur un circuit de 100 km à couvrir trois fois, le départ étant donné d’Étampes, avec virage à la ferme de la Marmogne, à Gidy. Ouverte sur trois ans, elle était internationale, un pays ne pouvant aligner que trois concurrents. Un prix de 60 000 francs devait être attribué chaque année à la meilleure performance et une coupe d’une valeur de 20 000 francs remise au dernier vainqueur.

### Édition 1921

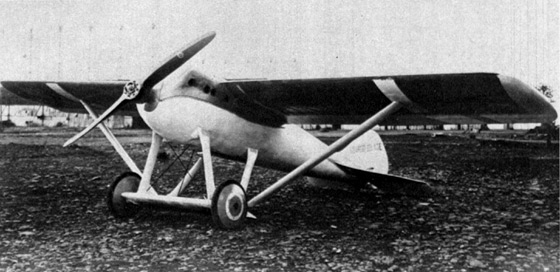
Un Sesquiplan Nieuport.

Sept concurrents étaient inscrits pour la première édition, disputée le 1er octobre 1921, mais il ne fut pas nécessaire de procéder à des éliminatoires pour départager les cinq pilotes français inscrits : Barny de Romanet trouva la mort le 27 septembre, la voilure de son monoplan Lumière-De Monge s’étant désentoilée sous l’effet de la vitesse durant les essais préliminaires et Hanriot retira au dernier moment de la compétition un monoplan entièrement métallique à train escamotable spécialement construit pour la compétition qui devait être piloté par Rost. Nieuport alignait deux Nieuport NiD.29V, pilotés par Sadi-Lecointe et Fernand Lasne, et un sesquiplan confié à Georges Kirsch. Un biplan Fiat à moteur Fiat de 700 ch défendait les couleurs italiennes avec le pilote Brach Papa (it), et le britannique Herbert James se présentait avec un Gloucestershire Bamel (Mars 1) (en) à moteur Napier Lion de 450 ch.    
Victime d’une rupture d’hélice, Sadi-Lecointe dut se poser dans un champ de betteraves à Cernonville, se blessant à un œil et aux jambes. James abandonna, victime lui aussi d’un désentoilage qui l’obligea à son tour à se poser en rase campagne. Brach Papa établit un nouveau record de vitesse italien avec 299 km/h mais son moteur explosa avant l’arrivée. Seuls deux pilotes Nieuport terminèrent donc la course, Georges Kirsch l’emportant à 282,750 km/h, nouveau record du monde de vitesse sur 300 km, devant Fernand Lasne, crédité de 259,030 km/h.

### Édition 1922
Le parcours de 1921 étant reconduit en 1922, Nieuport-Astra aligna un Nieuport NiD.29V piloté par Lasne et un sesquiplan piloté par Sadi-Lecointe. Jean Casale s’aligna avec le Blériot-SPAD S.58 dérivé du chasseur S.41. Fiat et Gloucestershire alignaient les mêmes appareils et les mêmes pilotes que l’année précédente. Confié à un nouveau venu dans la compétition, le pilote d’usine Berthelin, le Nieuport-Delage NiD.41 (en) fut retiré au dernier moment, l’avion sans queue Simplex que devait piloter Georges Madon fut victime d’un accident durant ses essais et Charles Nungesser ne se présenta pas. 
Sur son Nieuport sesquiplan no 5 baptisé Eugène Gilbert, Sadi-Lecointe couvrit les 100 premiers kilomètres à 325 km/h de moyenne (nouveau record de vitesse en circuit fermé), mais une bougie quitta son cylindre et transperça le capot moteur alors qu’il effectuait son virage autour du pylône situé sur l’aérodrome. S’ensuivit un atterrissage d’urgence au cours duquel l’appareil traversa une rigole et passa sur le dos sans blesser le pilote. Le SPAD S.58 no 3 Louis Blériot de Jean Casale, victime d’une fuite de radiateur, se posa à Étampes sans terminer l’épreuve, tout comme le Fiat R.700 (it) no 2 de Brach Papa (it), victime d’une panne de la pompe de carburant. Le pilote italien effectua un premier parcours à 288 km/h qui ne fut pas homologué, son avion étant passé derrière les chronométreurs au départ. Fernand Lasne, no 4, remporta l’épreuve, disputée le 30 septembre 1922, avec une moyenne de 289,900 km/h.

## Troisième Coupe Deutsch de la Meurthe
En 1931, Suzanne Deutsch de La Meurthe relancera la Coupe, dont une nouvelle édition fut disputée pour la première fois le 29 mai 1933. L’épreuve devait se disputer en deux étapes de 1 000 km séparées par une escale de ravitaillement de 90 minutes et était réservée à des avions de moins de huit litres de cylindrée, le départ étant toujours donné à Étampes. Suzanne Deutsch de la Meurthe dotait l’épreuve d’un million de Francs, le Ministère de l'Air apportait trois millions supplémentaires.

### Édition 1933

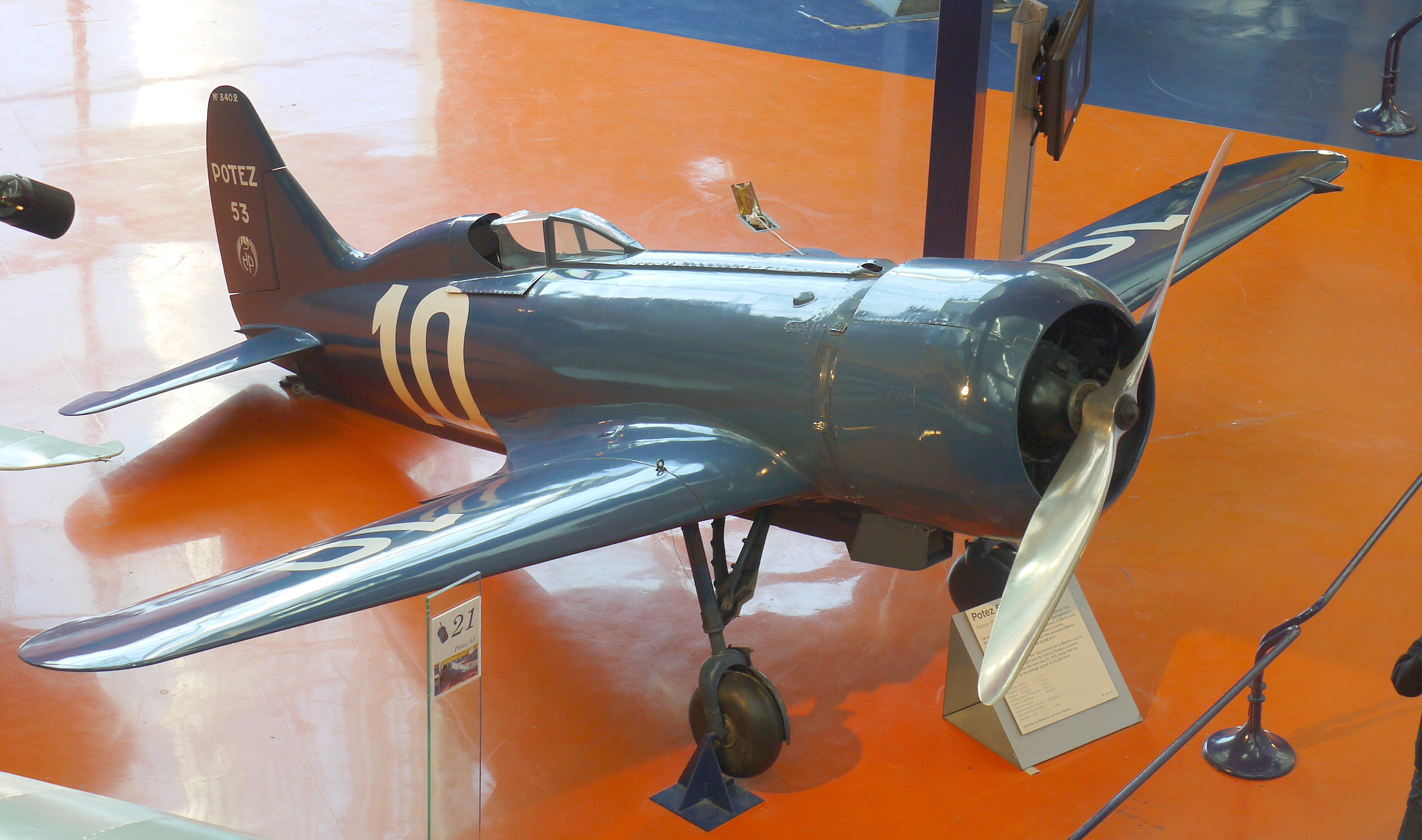
Un Potez 53.

Le 23 mai, le capitaine Ludovic Arrachart percutait à Maisons, près de Chartres, avec son Caudron C.360 (No 11 de course) alors qu’il se préparait pour la compétition. L’épreuve fut remportée par Georges Détré à 322,81 km/h avec un Potez 53 à moteur en étoile Potez 9B développant 310 ch à pleine puissance, devant Raymond Delmotte sur Caudron C.362 (No 6 de course) à 291,12 km/h et le seul concurrent étranger, Nick Comper sur le Comper Swift (239,58 km/h). Confié au pilote d’essais Lemoine, le dernier concurrent français, également sur Potez 53, avait dû abandonner.

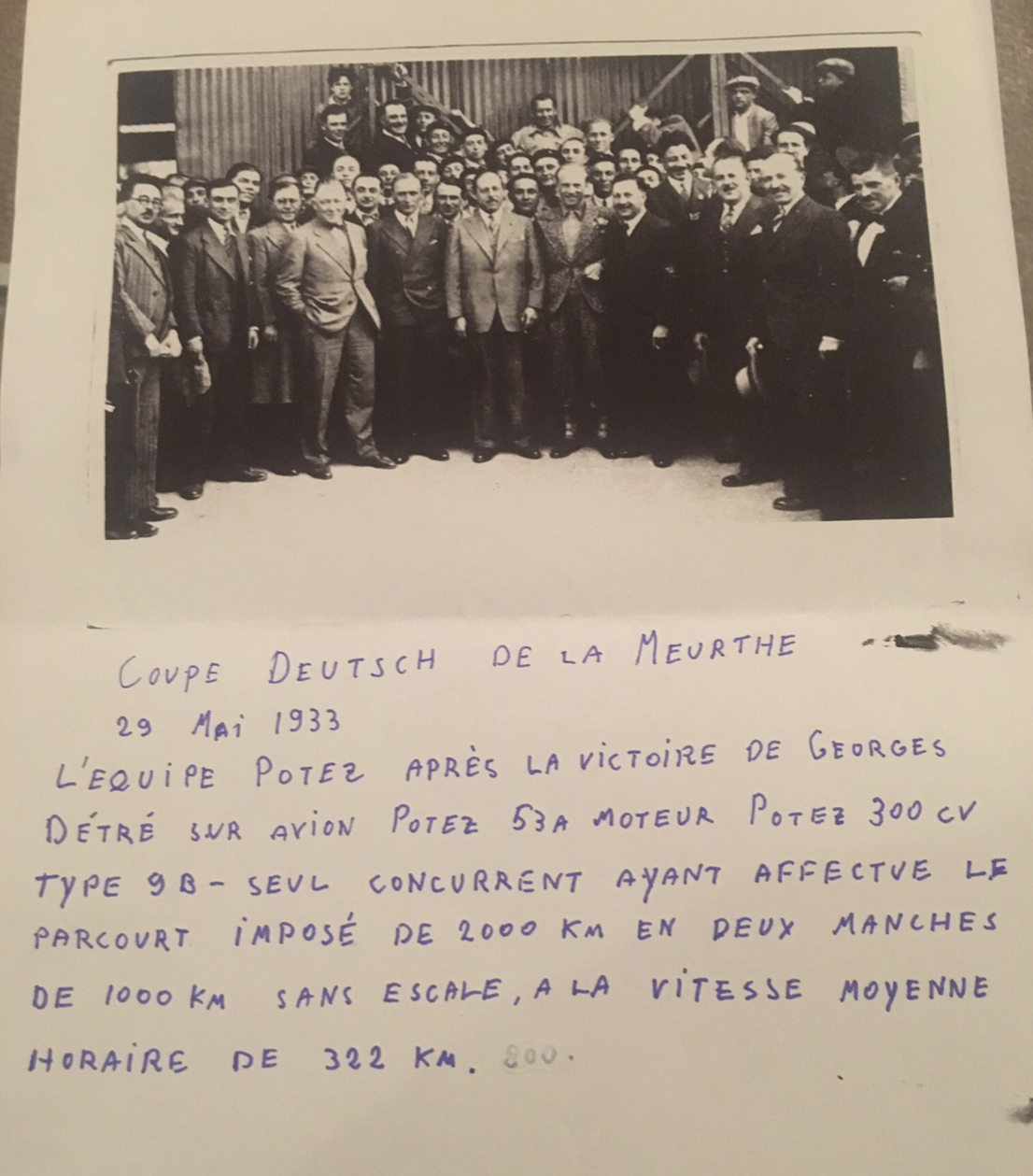
Photographie de l'équipe Potez.

### Édition 1934

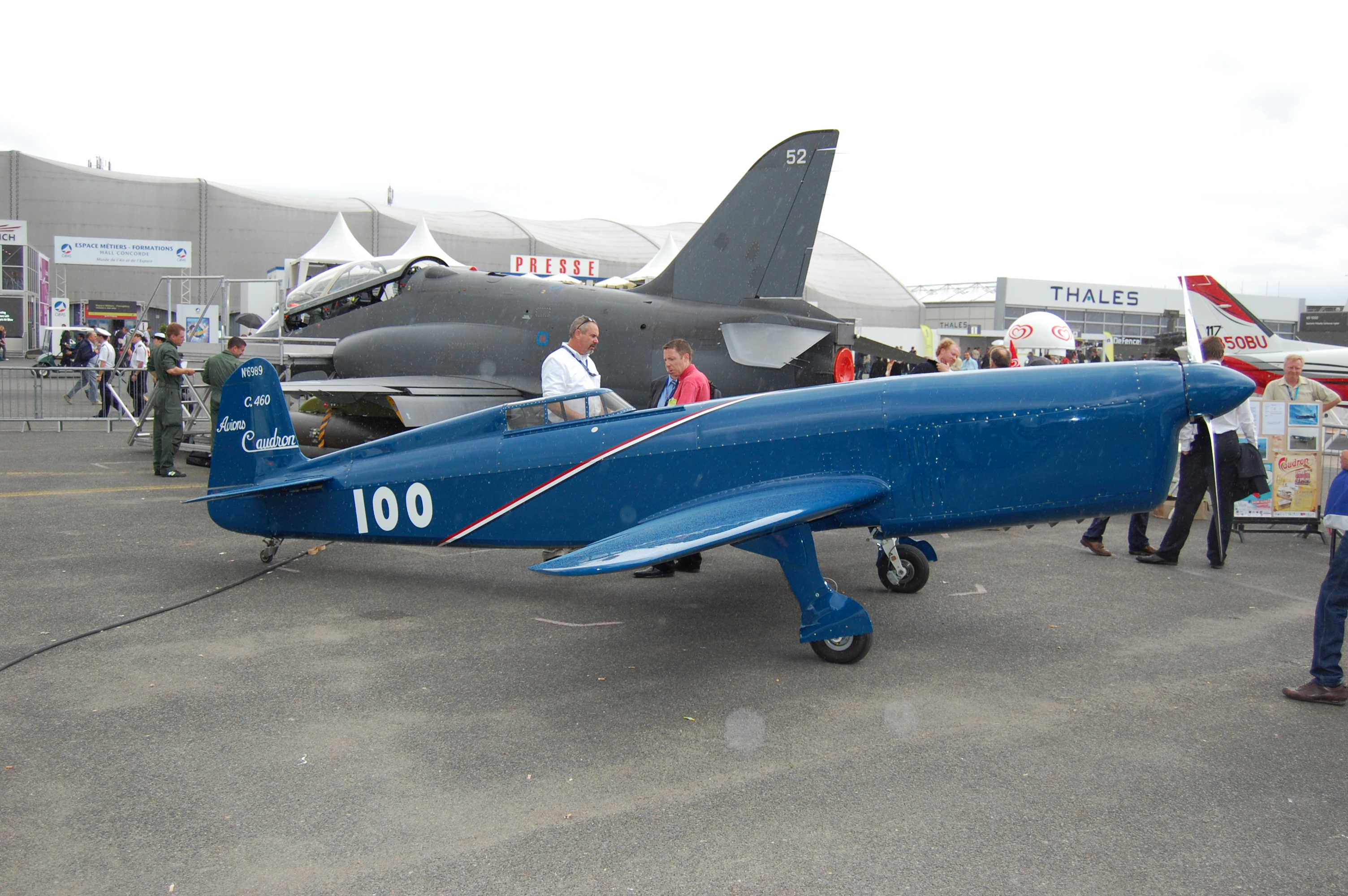
Un Caudron C.460 replica.

Disputée le 27 mai, elle se résume à un duel entre pilotes de l’écurie Caudron, qui présente quatre bolides dessinés par Marcel Riffard: Maurice Arnoux l’emporte à 388,97 km/h sur C.450 devant Louis Massotte (360,72 km/h) sur C.366 et Albert Monville sur C.460 (341,04 km/h).

### Édition 1935
Ce fut probablement l'édition la plus palpitante et consacra les bolides Caudron-Renault. Huit pilotes étaient engagés mais le Nennig C3 (n° 4) de Guy Bart n’était pas prêt, et le Régnier Martinet, en fait le Caudron C.366 modifié et inscrit avec le n° 2 fut accidenté durant ses essais. Deux Caudron C.560 étaient également engagés (No 1 et 3) mais n'étaient pas prêts. Ils furent donc remplacés par des C.430 et C.450 avec les mêmes numéros de course.   
Premier à décoller, Charles Franco (Caudron C.430 No 1) abandonna au quatrième tour. Il fut suivi des Caudron C.460 d'Yves Lacombe (No 5), de Raymond Delmotte (No 8) et Maurice Arnoux (No 6), qui abandonna au sixième tour. Le Caudron C.450 d'Albert Monville (No 3) fut le dernier à décoller. Trois appareils seulement participèrent à la seconde manche, disputée sous les averses.  Raymond Delmotte  l'emporta devant Yves Lacombe et Maurice Arnoux, à qui Albert Monville a cédé son appareil.

## Quatrième Coupe Deutsch de la Meurthe
Une dernière compétition fut organisée le 13 septembre 1936, dans laquelle furent engagés deux Caudron C.461, un Caudron C.450 et deux Caudron C.560. Yves Lacombe remporta cette épreuve à 389,462 km/h seulement, devant Maurice Arnoux chronométré à 369,59 km/h, performances à peine supérieures à celles de 1934, probablement en raison d’une mauvaise mise au point des moteurs dans une compétition sans véritable enjeu pour le constructeur et le motoriste.

## Sources
- Thomas G. Foxworth, The Speed Seekers. Doubleday Books, 1976  (ISBN 978-0385060509)
- Ferdinand C. W. Käsmann, World speed record aircraft, the fastest piston-engined landplanes since 1903. Putnam Aeronautical, Londres, 1990  (ISBN 0851778445)
- Edouard Mihaly et Harry Robinson, Les Avions Caudron-Renault, Docavia n° 43, Éditions Larivière, Paris, 2001  (ISBN 2 90705 128 8)
- André Hauet, Les Avions Caudron (tome II : 1932 à 1944), Éditions Lela Presse  (ISBN 2-914017-08-1)
- Le Fana de l'aviation, n° 147, 148 et 149